# Cayubaba
Pour l’article homonyme, voir Cayubaba (peuple).
Le cayubaba (ou cayuvava) est une langue amérindienne isolée parlée en Amazonie bolivienne, dans le département de Beni.
La langue qui compte moins de 10 locuteurs, sur une population ethnique de  794 personnes est quasiment éteinte.